# Manuel Beltrán
Manuel Beltrán Martínez, Spitzname Triki, (* 28. Mai 1971 in Jaén/Spanien) ist ein ehemaliger spanischer Radrennfahrer.

## Karriere
Der als guter Kletterer bekannte Beltrán wurde 1995 Profi bei Mapei. Seine einzigen Siege feierte er 1999 bei der Katalonien-Rundfahrt, bei der er ein Bergzeitfahren und das Gesamtklassement gewann. Seit 2003 fuhr er nach einer kurzen Episode mit Jan Ullrich beim Team Coast in dem US-amerikanischen US Postal Service Pro Cycling Team (seit 2005 Discovery Channel) und galt als einer der wichtigen Berghelfer von Lance Armstrong.
Bei der Vuelta a España schaffte Beltrán es dreimal in Folge unter die Top 10 des Gesamtklassements. Seine beste Platzierung war 2003 ein sechster Platz. Die beste Tour de France fuhr er 2000, als er Elfter wurde. Sein Spitzname Triki kommt von seiner Vorliebe für krümelnden Kuchen: seine spanischen Kollegen gaben ihm den Spitznamen, da das Krümelmonster der Sesamstraße in Spanien Triki heißt.
Bei der Tour de France 2007 belegte er im Abschlussklassement Platz 18, die Vuelta a España 2007 beendete er auf Platz 9. Bei der Rad-WM 2007 in Stuttgart erreichte Manuel Beltrán den 49. Platz in einem großen Feld zeitgleich gewerteter Fahrer.

### Doping
Bei der Tour de France 1999 wurde Beltrán positiv auf Corticosteroide getestet. Im Nachhinein konnte er jedoch ein Attest nachreichen, das ihm die Einnahme des Mittels erlaubte.
Im Jahr 2005 wurden B-Proben der Tour de France der Jahre 1998 und 1999 mit einem verfeinerten Verfahren zu Forschungszwecken auf EPO untersucht, die Proben waren anonymisiert. Damien Ressiot von der Zeitung L’Équipe konnte sie jedoch Personen zuordnen. Demnach war auch Manuel Beltrán mit EPO gedopt. Eine Sanktion war im Nachhinein nicht möglich. Der Dopingvorwurf wurde in einem Untersuchungsbericht der Anti-Doping-Kommission des französischen Senats im Juli 2013 bestätigt.
Bei der Tour de France 2008 wies Beltráns vor der ersten Etappe genommene Dopingprobe erneut erhöhte EPO-Werte auf. Noch vor der Öffnung der B-Probe zog ihn die Leitung des Liquigas-Teams von der Tour de France zurück. Damit war Beltrán der erste Dopingfall der Austragung des Jahres 2008. Er wurde für zwei Jahre gesperrt.